# Линия Сталина (комплекс)

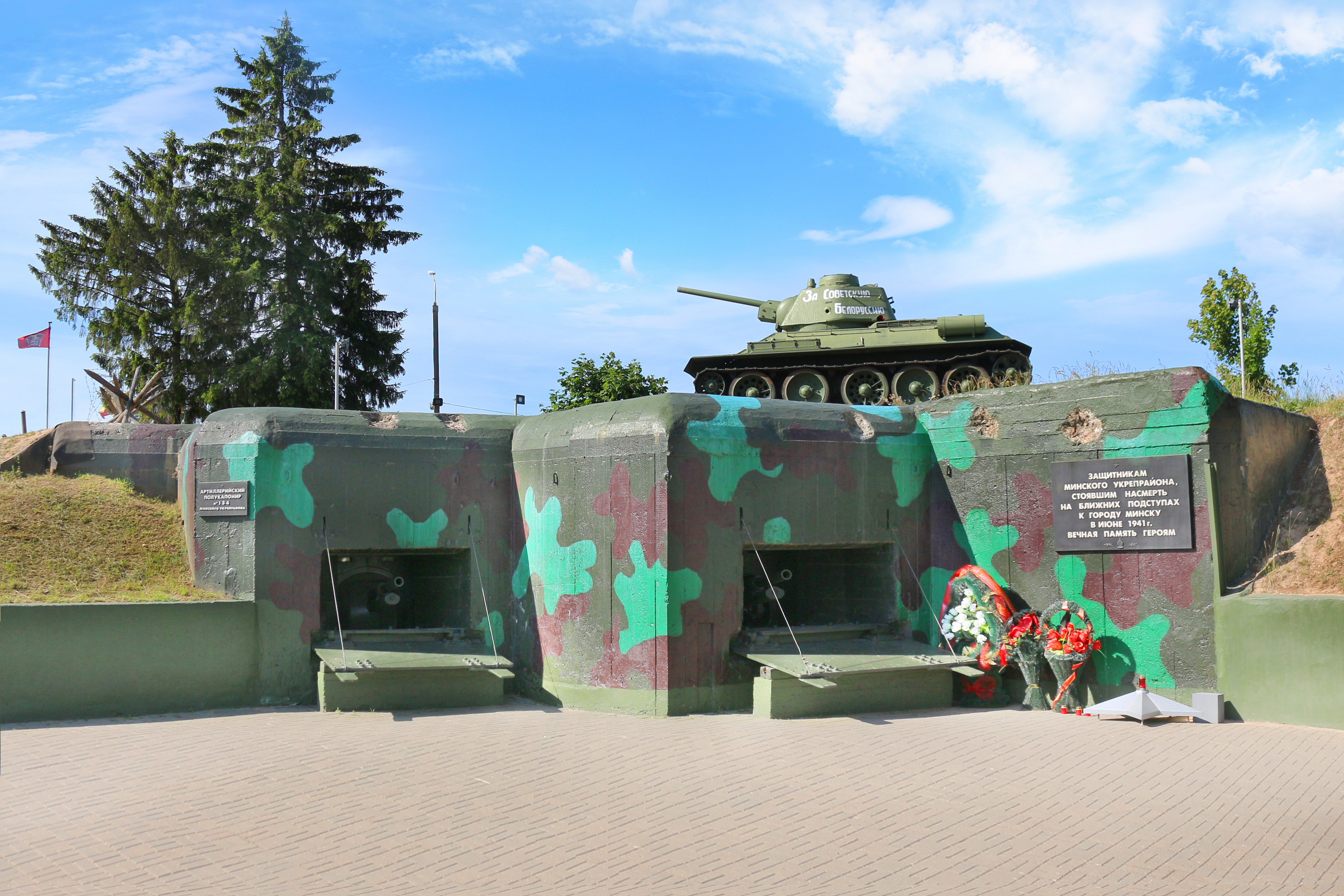
Артиллерийский полукапонир № 134

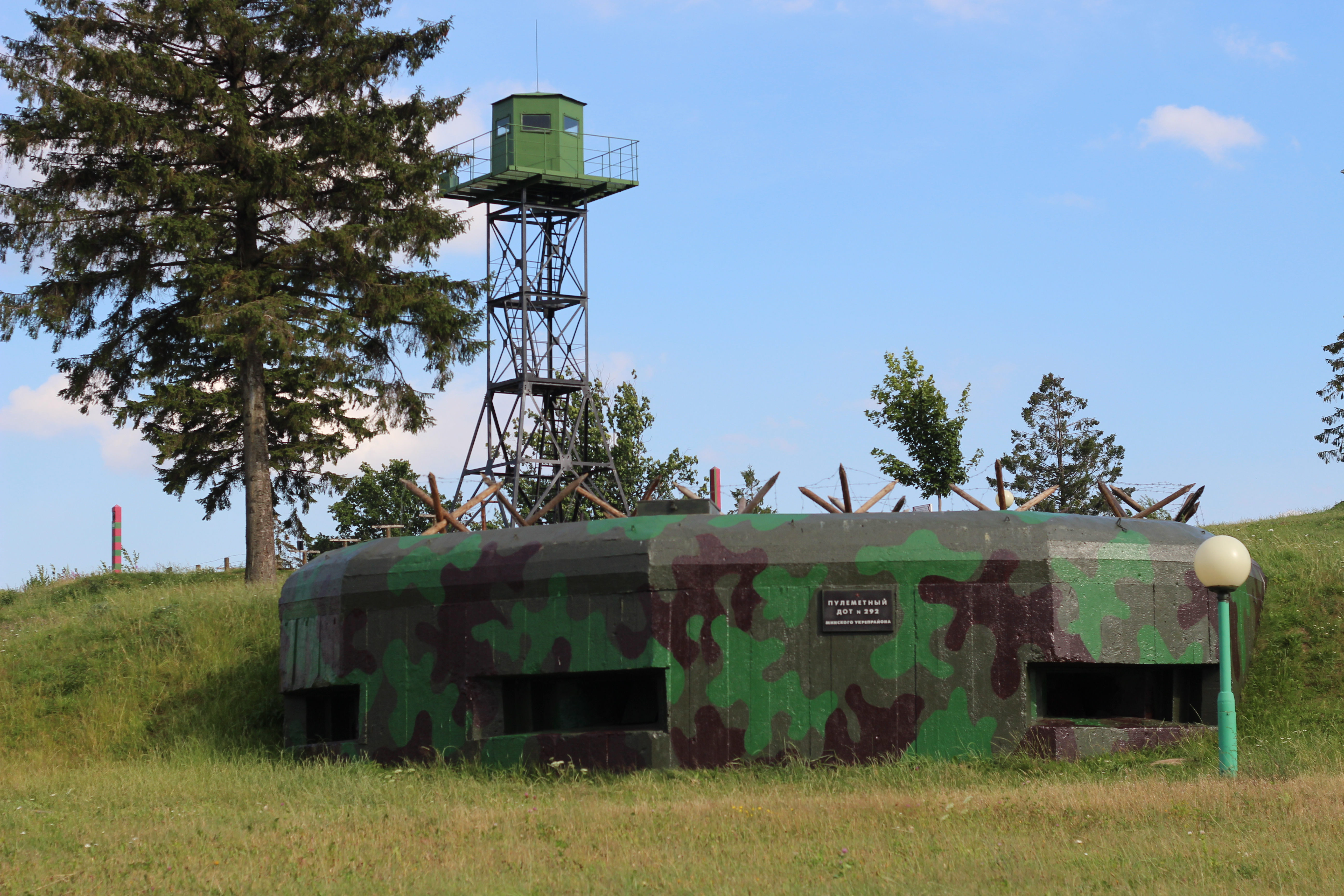
Долговременная огневая точка № 292

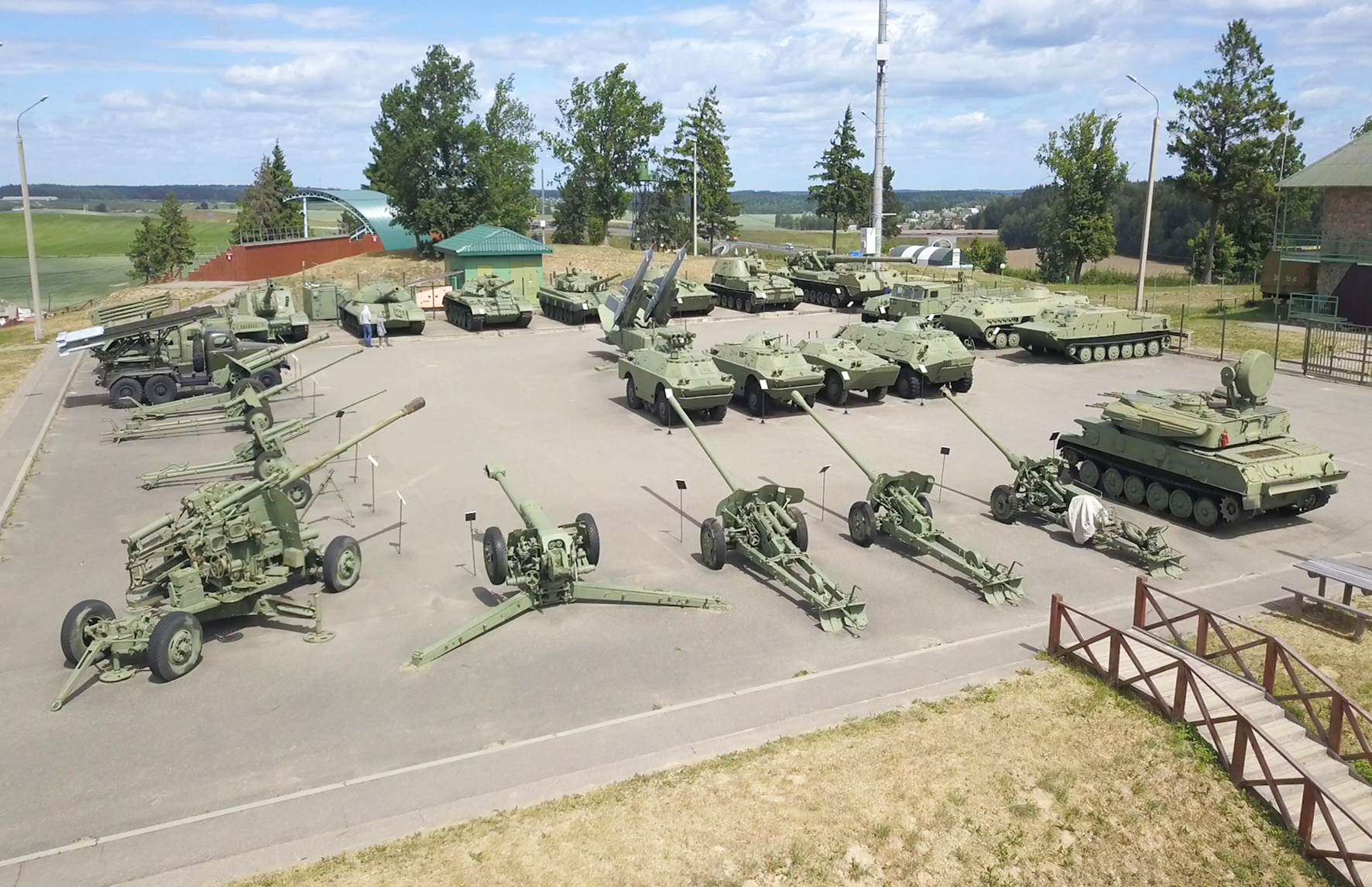
Площадка боевой техники

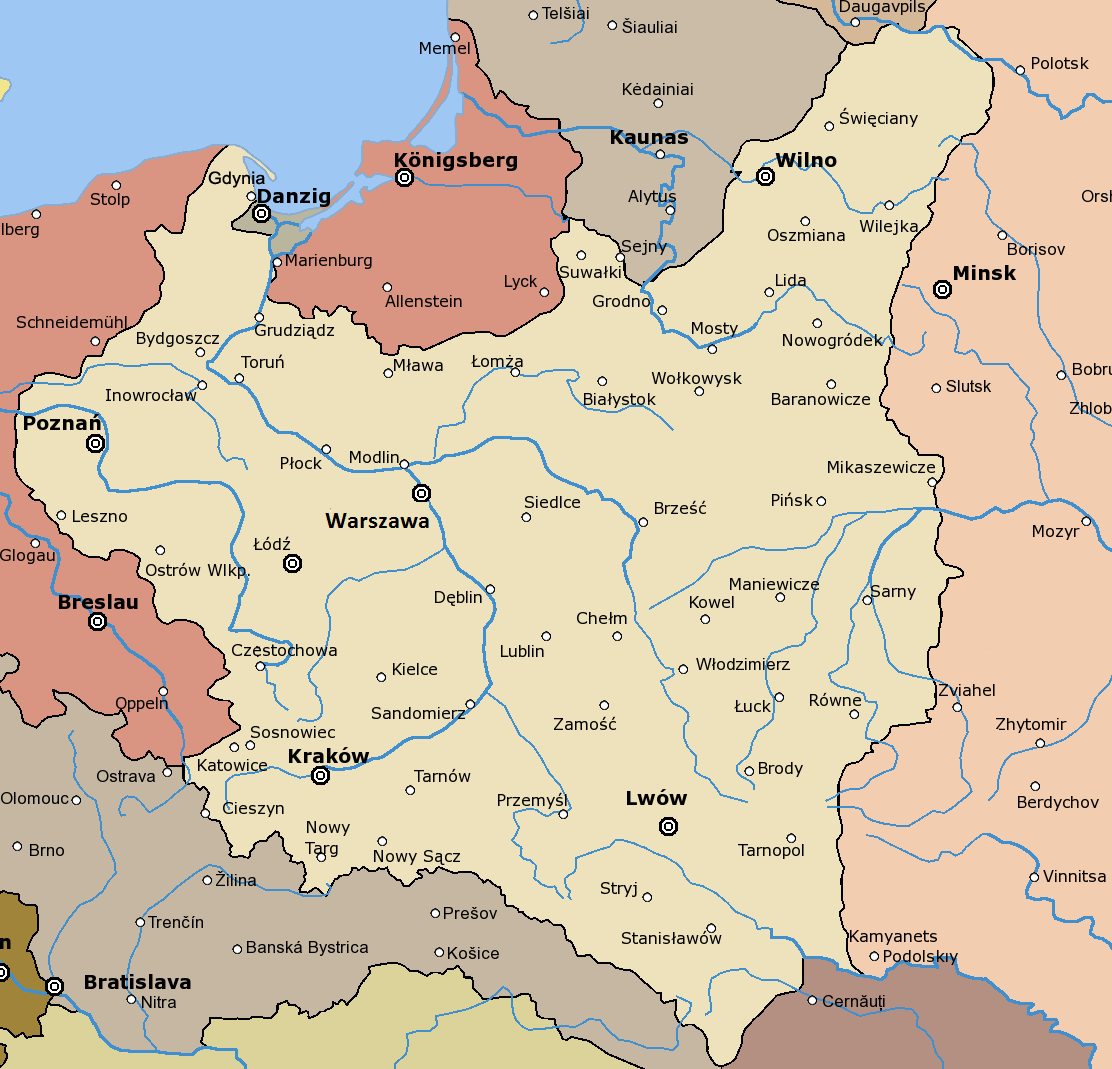
Польско-советская граница между мировыми войнами

Историко-культурный комплекс «Линия Сталина» — исторический комплекс на территории Белоруссии, на основе восстановленных фортификационных сооружений Минского укрепрайона т. н. «Линии Сталина», построенных для обороны от возможных ударов со стороны Польши как одного из предполагаемых военных противников СССР в 1930-е годы и в первые дни Великой Отечественной войны ставших одним из факторов срыва гитлеровской военной наступательной операции «Барбаросса». Комплекс расположен близ деревни Лошаны в Минском районе в 20 км к северо-западу от Минска.

## Создание
Исторический комплекс открыт 30 июня 2005 года, к 60-летию Победы в Великой Отечественной войне. Инициатива создания комплекса, предложенная белорусским благотворительным фондом «Память Афгана», была поддержана президентом Белоруссии А. Лукашенко. В создании комплекса принимали участие государственные и общественные организации, предприятия, а также подразделения инженерных войск Вооружённых Сил Республики Беларусь.
Представляет собой военно-исторический музей под открытым небом. Историческая основа музея — доты Минского укрепрайона «линии Сталина». Воссоздан и оборудован ротный участок укрепрайона; восстановлены два пулемётных дота, артиллерийские полукапонир, командно-наблюдательный пункт. По довоенным чертежам воссоздано инженерное оборудование местности. В экспозиции — все виды окопов, траншеи и противотанковые рвы, позиции для стрелковых отделений, блиндажи для укрытия личного состава, окопы для орудий, деревянные, бетонные и металлические надолбы, проволочные заграждения различных типов.
В музее собрана экспозиция военной техники, артиллерии, танков, авиации (самолёты Ан-2, МиГ-23МЛД, МиГ-25РБС, Су-17М, Су-25; вертолёты Ми-2У, Ми-8СМВ, Ми-24П), стрелкового оружия. На территории комплекса также расположен памятник Сталину работы скульптора Заира Исааковича Азгура.

## Бои Великой Отечественной войны
Главной задачей укрепрайонов было удержать приграничные районы до мобилизации основных сил, а не полная остановка и разгром врага, как ошибочно полагают многие. Хотя укрепления «Линии Сталина» в 1941 году уже не отвечали требованиям обороны от тяжёлой артиллерии, они сыграли свою роль в срыве наступления по плану «Барбароссы».
Минский укрепрайон, одним из первый попавший под удары врага и неукомплектованный полностью, связывал своим сопротивлением продвижение германской армии три дня. Полоцкий укрепрайон сдерживал немцев 20 дней, а Киевский — более чем два месяца! Из-за упорного сопротивления частей Красной Армии и столь продолжительных задержек у Полоцка и особенно у Киева, немцам пришлось прекратить наступление на Москву и повернуть танки на Украину, отступив от ранее намеченных планов. В итоге «Линия Сталина» внесла свой посильный вклад в срыв «блицкрига» — молниеносной войны. Война стала затяжной. Затяжную войну Германия не могла выиграть и она её проиграла.

## Галерея

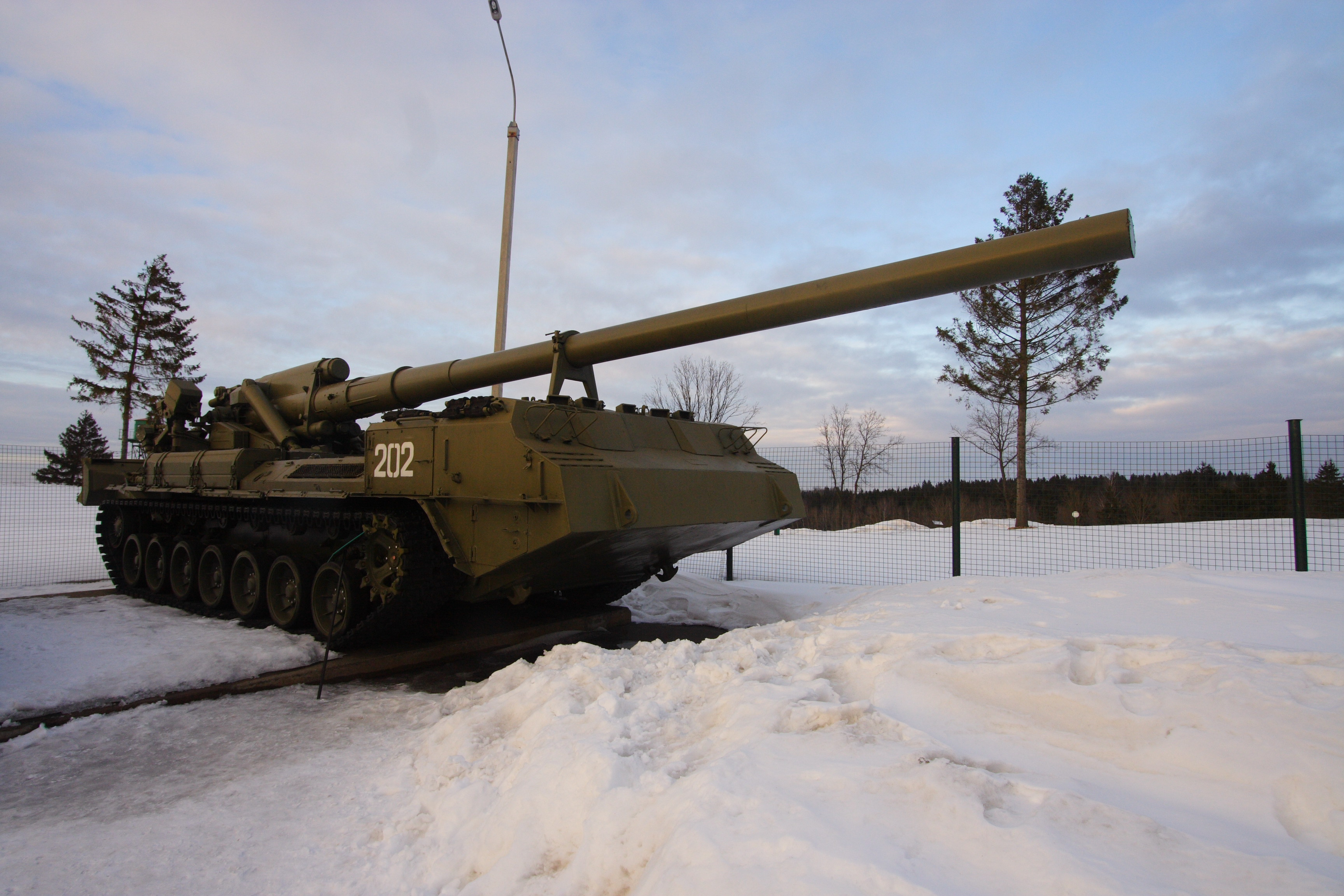
Самоходная пушка 2С7 «Пион»
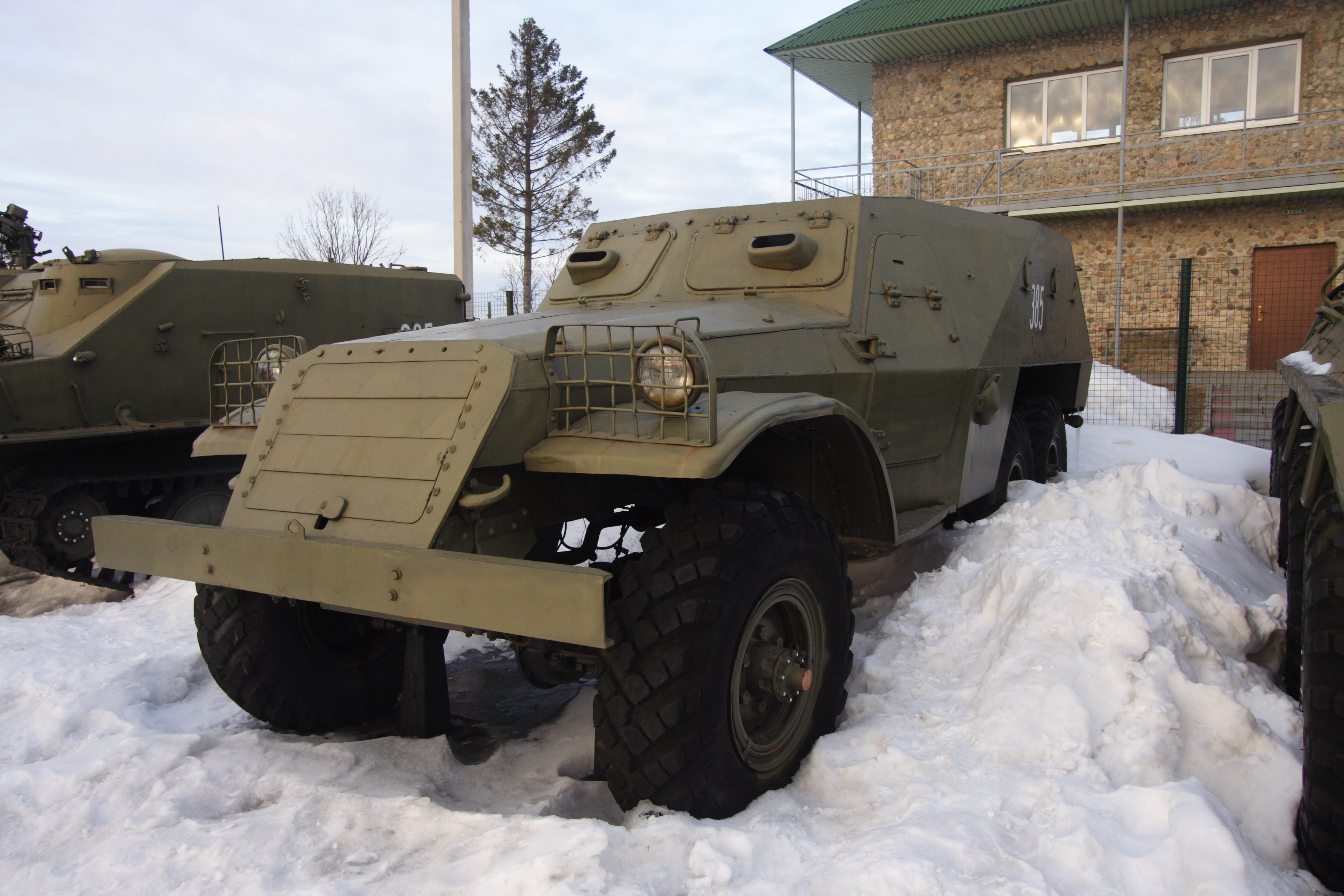
Бронетранспортёр БТР-152
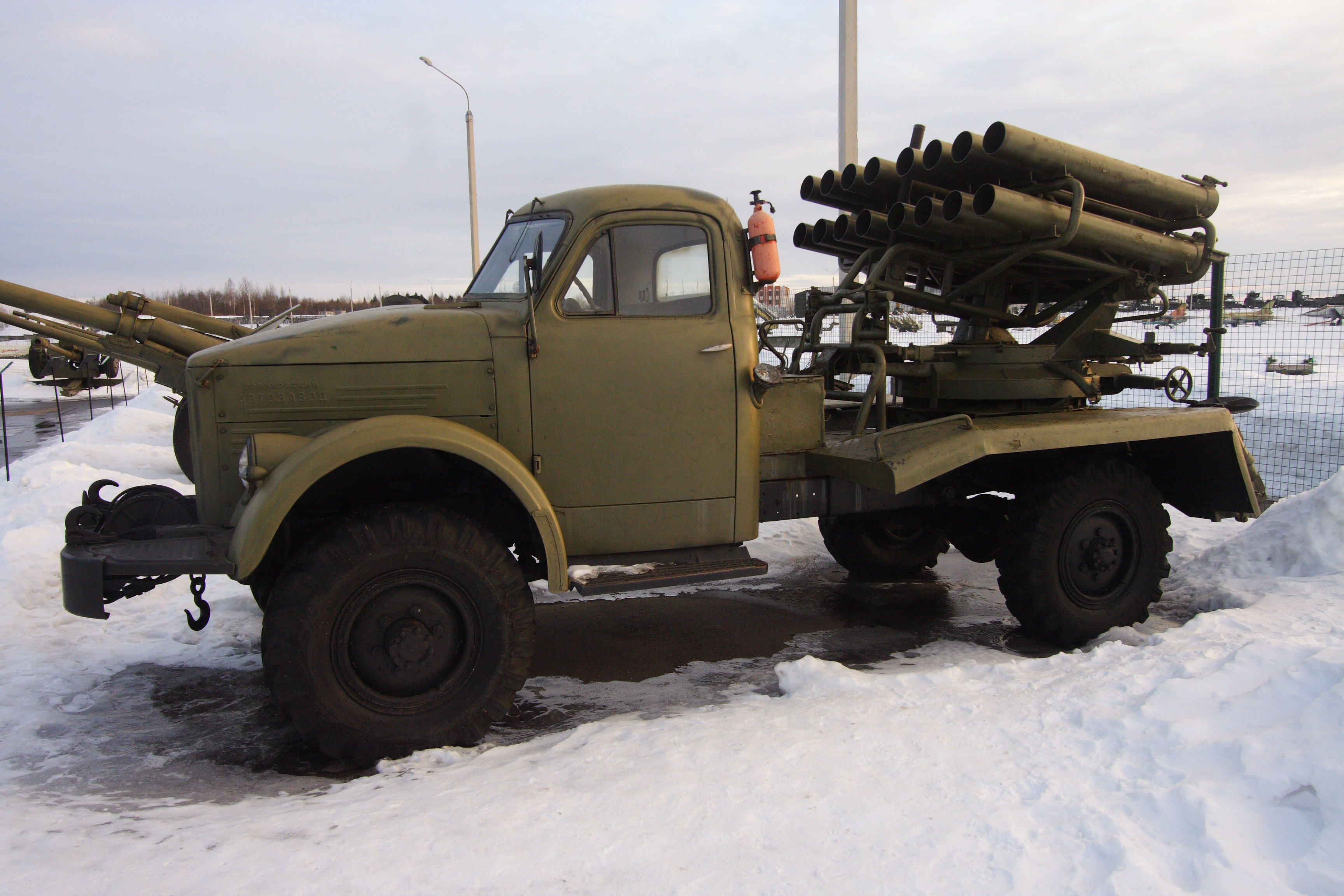
Реактивная система залпового огня БМ-14
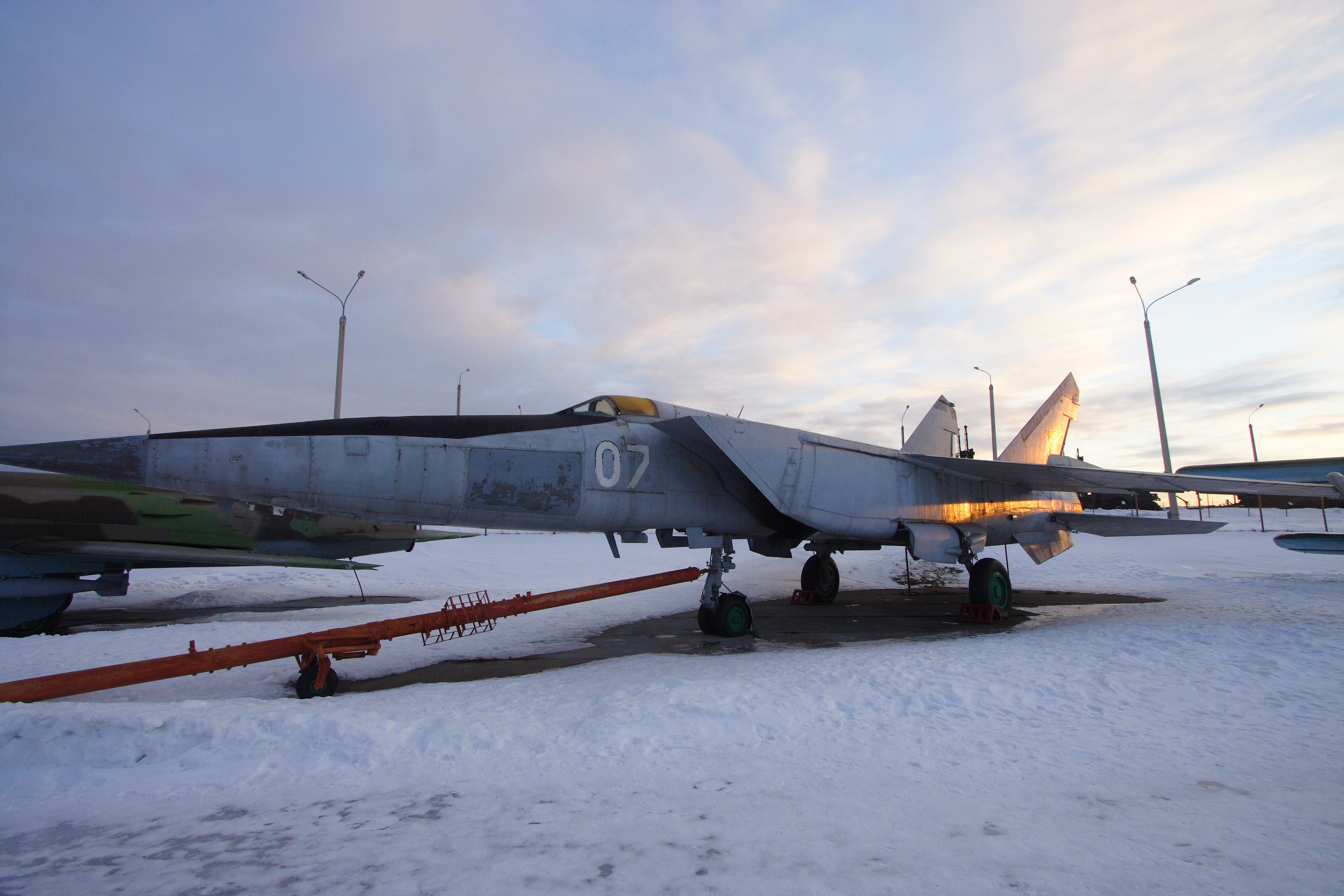
Истребитель-перехватчик МиГ-25
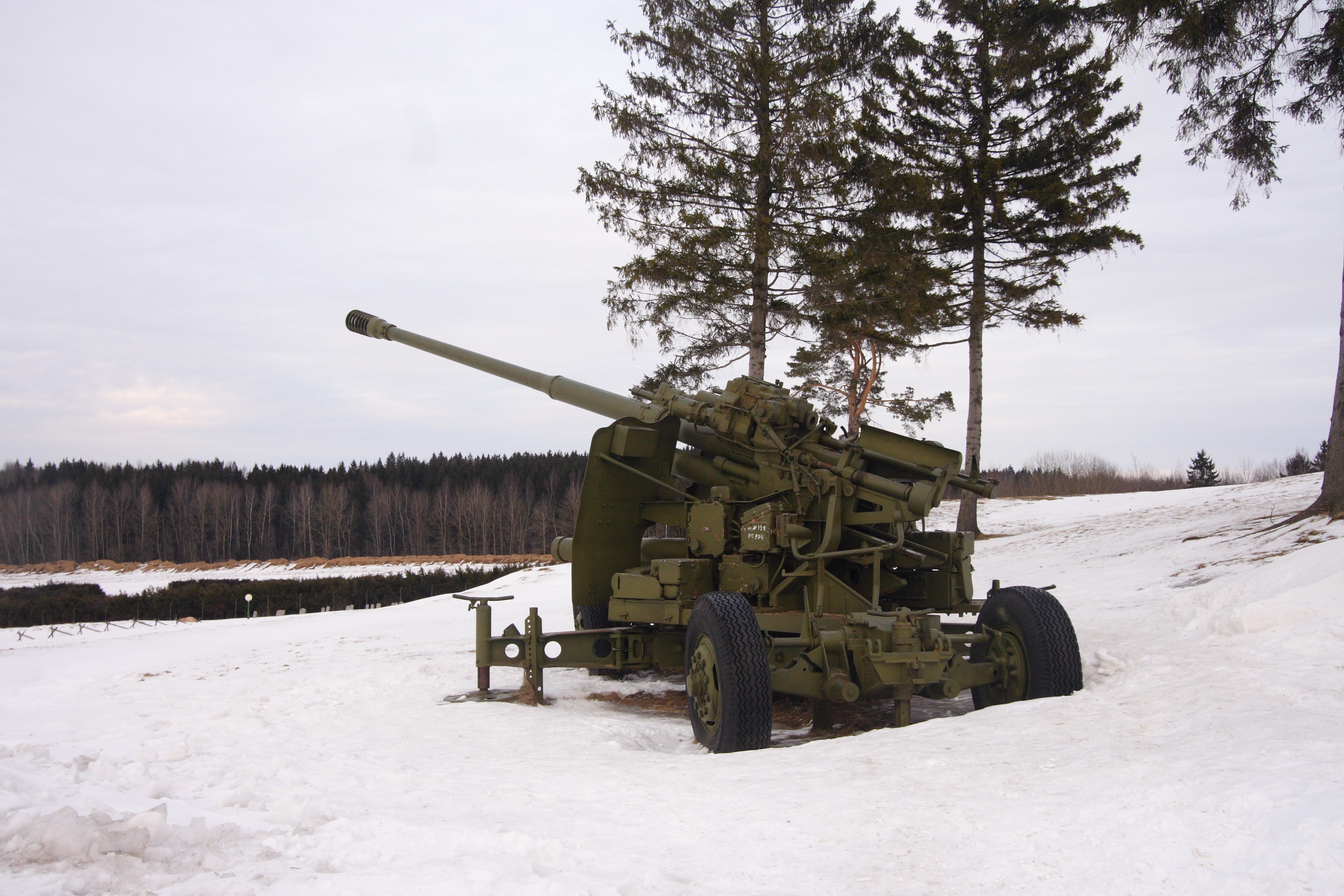
Зенитная пушка КС-19
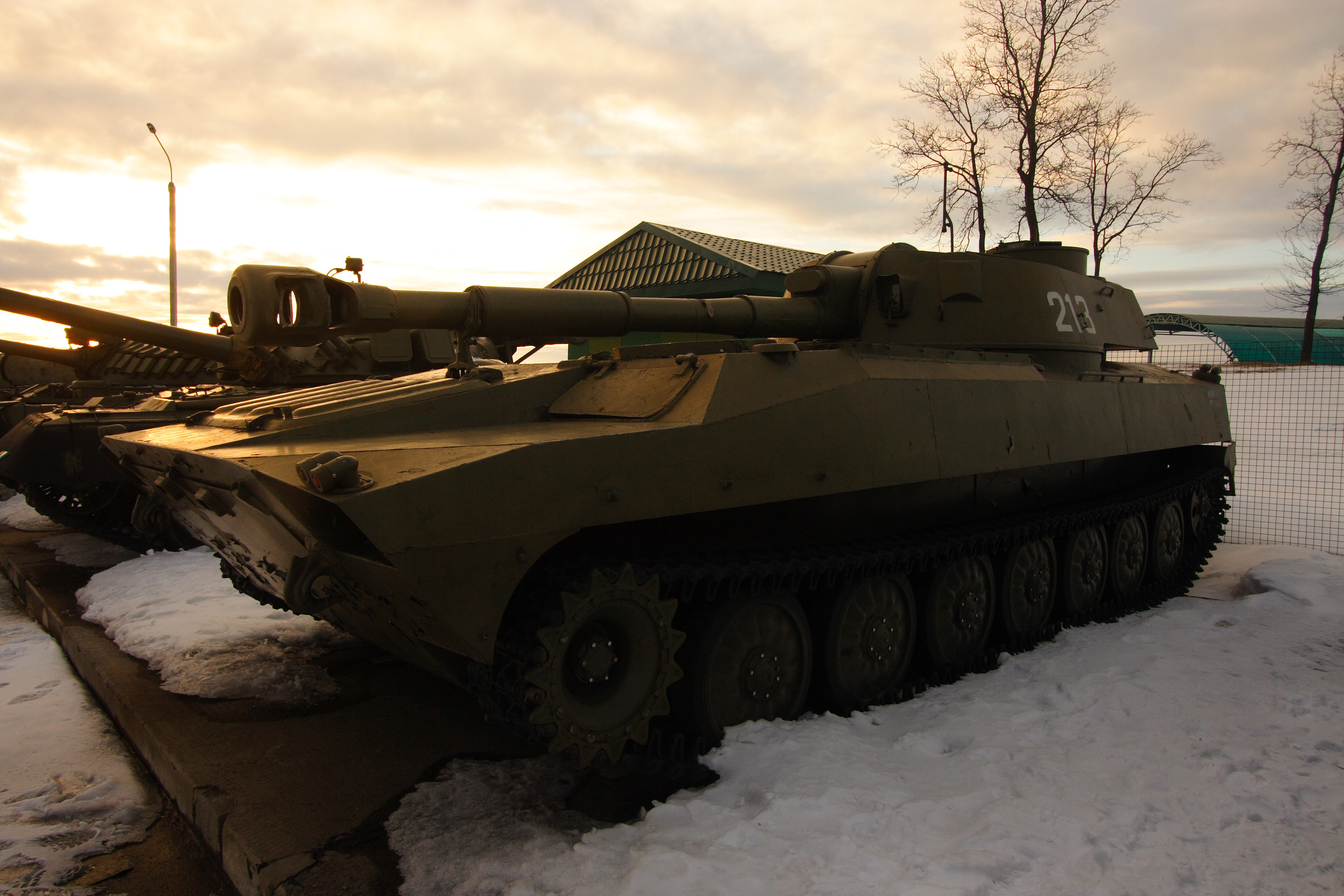
Самоходная гаубица 2С1 «Гвоздика»